# ميلتون بيرل
ميلتون بيرلي (بالإنجليزية: Milton Berle)‏ (Milton Berle) (ولد باسم ميلتون بيرلينغر (Milton Berlinger)، 12 يوليو 1908 – 27 مارس 2002) كان كوميديان وممثل أمريكي. وكمذيع لبرنامج قناة هيئة الإذاعة الوطنية (NBC)، مسرح تيكساكو ستار (1948–55)، كان أول نجم تلفيزيوني أمريكي كبير وكان مشهورًا بين الملايين من مشاهديه باسم «العم ميلتي» (Uncle Miltie) و«سيد التلفاز» (Mr. Television) خلال العصر الذهبي للتلفزيون.

## كتابات أخرى
- Berle, Milton with Haskel Frankel. Milton Berle, an Autobiography. New York: Dell, 1975. ISBN 0-440-15626-2
- Dunning, John. On The Air: The Encyclopedia of Old-Time Radio, Oxford University Press, 1998. ISBN 0-19-507678-8
- McNeil, Alex. Total Television. New York: Penguin Books, 1996. ISBN 0-14-004911-8
- Shales, Tom and James Andrew Miller. Live From New York: An Uncensored History of Saturday Night Live. New York: Little, Brown, 2002. ISBN 0-316-78146-0
- Berle, William and Lewis, Brad. "My Father, Uncle Miltie". New York: Barricade Books, 1999. ISBN 1-56980-149-5

## وصلات خارجية
- ميلتون بيرل على موقع IMDb (الإنجليزية)
- ميلتون بيرل على موقع الموسوعة البريطانية (الإنجليزية)
- ميلتون بيرل على موقع ألو سيني (الفرنسية)
- ميلتون بيرل على موقع ميوزك برينز (الإنجليزية)
- ميلتون بيرل على موقع تيرنر كلاسيك موفيز (الإنجليزية)
- ميلتون بيرل على موقع أول موفي (الإنجليزية)
- ميلتون بيرل على موقع قاعدة بيانات برودواي على الإنترنت (الإنجليزية)
- ميلتون بيرل على موقع قاعدة بيانات الأفلام السويدية (السويدية)
- ميلتون بيرل على موقع إن إن دي بي (الإنجليزية)
- ميلتون بيرل على موقع ديسكوغز (الإنجليزية)
- Milton Berle Interview at Archive of American Television
- Comedy Central's 100 Greatest Stand-ups of All Time
- Milton Berle Internet archive Several entries for free stream or download including Texaco Star Theater and Buick Berle Show.
- Museum of Broadcast Communications: Milton Berle
- Museum of Broadcast Communications: The Milton Berle Show
- Damon Runyon Cancer Research Foundation
- Milton 'Berlinger' Berle's birth certificate
- Lum's TV Commercial with Milton Berle
- Literature on Milton Berle

### Listen to
- Free OTR: Milton Berle Show (two episodes)
- Episodes of the 'Milton Berle Show' on Radio at Internet Archive
- Archival Television Audio on Milton Berle